# البنك المركزي العراقي
البنك المركزي العراقي هو البنك المركزي لجمهورية العراق، ومقره العاصمة العراقية بغداد ويقع في شارع الرشيد. الأهداف الرئيسية للبنك المركزي العراقي تتمثل في ضمان استقرار الأسعار المحلية وتعزيز نظام مالي مستقر قائم على السوق التنافسي.
لقد تأسس البنك المركزي العراقي في عام 1947 بإرادة ملكية في العهد الملكي، وكان يسمى سابقا باسم المصرف الوطني العراقي، بينما أعيد تأسيسه بعد الاحتلال الأمريكي للعراق استنادا إلى قانون البنك المركزي العراقي لعام 2004م، برأس المال المصرح به وهو 100 مليار دينار. ويقع المكتب الرئيسي للبنك في شارع الرشيد في بغداد مع أربعة فروع في البصرة والموصل والسليمانية وأربيل.
يُسمى المسؤول الأول عن البنك المركزي محافظاً، وله رتبة وزير، المحافظ الحالي هو علي محسن اسماعيل العلاق.
البنك المركزي هو المسؤول عن:
- الحفاظ على الاستقرار النقدي ومنع التضخم.
- تنفيذ السياسة النقدية (بما فيها سياسات أسعار الصرف)
- إدارة احتياطي الدولة من النقد الأجنبي.
- إصدار وإدارة العملة (الدينار العراقي).
- تنظيم القطاع المصرفي للنهوض بنظام مالي تنافسي ومستقر.
- مستشار للدولة في الامور المالية

في شهر كانون الأول عام 2006، أزداد مجموع موجودات البنك ما قيمته 33 تريليون دينار عراقي.

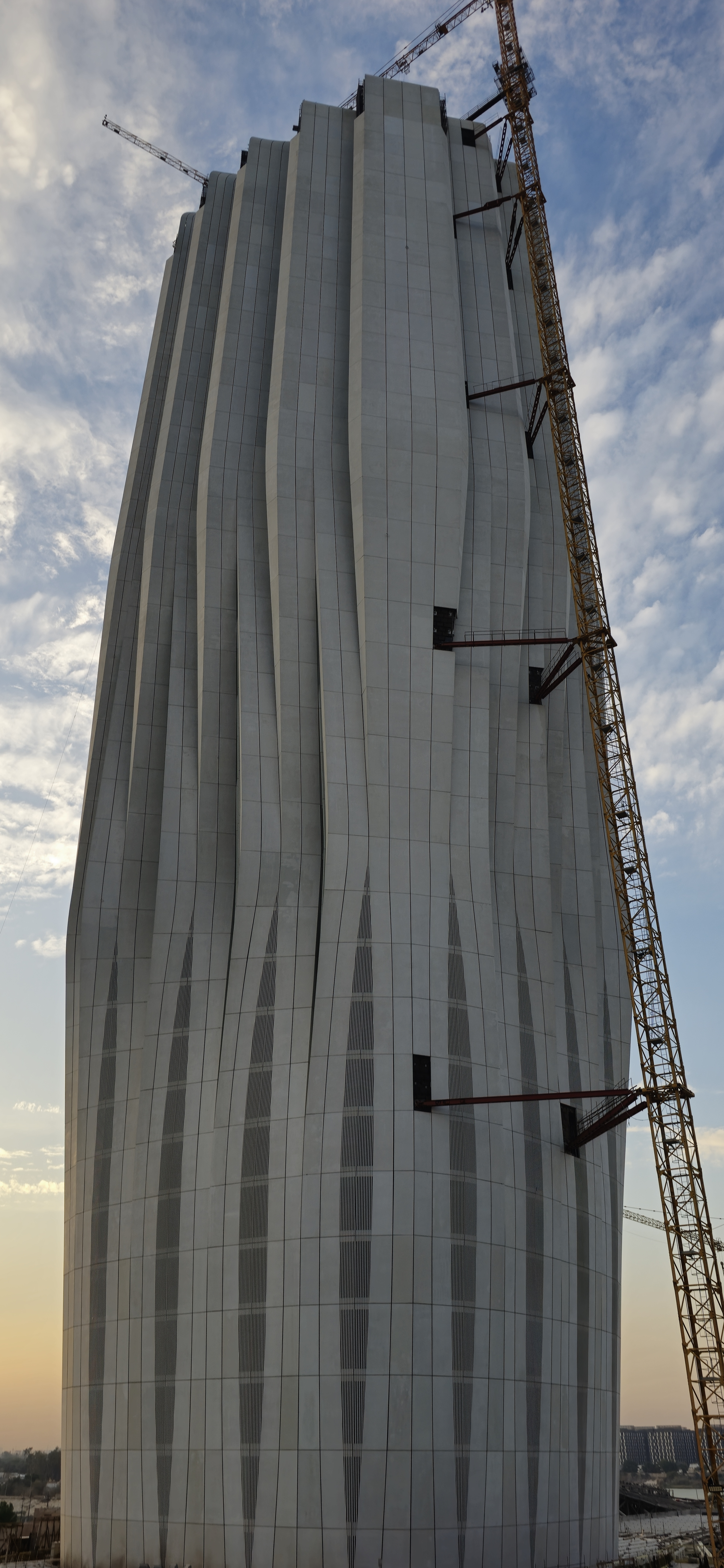
مبنى البنك المركزي العراقي في بغداد

فروع البنك المركزي العراقي:
- فرع نينوي اسس 1965
- فرع البصرة اسس 1968
- فرع السليمانية اسس 2004
- فرع أربيل اسس 2004
- مبنى البنك المركزي العراقي في بغداد

## مبنى البنك المركزي
صمم مبنى البنك المركزي الحالي مكتب Dissing+Weitling الدنماركي واكتمل البناء عام 1985. وهو عبارة عن مبنى مكعب مكوّن من الخرسانة المسلحة المكسوة بالرخام، يحتوي على عدد قليل من الفتحات الخارجية، ويرتفع إلى ارتفاع 40 مترًا. يحيط بالفناء من جميع الجهات مكاتب مفصولة بجدار ستارة زجاجي داخلي.
في عام 2010 عقدت محادثات أولية حول بناء مبنى جديد للبنك مع المعمارية زها حديد وبحضور محافظ البنك سنان الشبيبي في أسطنبول، تركيا. وفي 2 شباط/فبراير 2012 في حفل في لندن وقعت اتفاقية بين البنك المركزي العراقي وزها حديد لتصميم المبنى الجديد لمقر البنك المركزي.

## محافظو البنك المركزي
| المحافظ                     | الفترة                                        |
| --------------------------- | --------------------------------------------- |
| توفيق السويدي               | 12 حزيران 1948 إلى 14 شباط 1949               |
| صالح حيدر                   | 14 شباط 1949 إلى 23 آذار 1949                 |
| عبد الاله حافظ              | 23 آذار 1949 إلى 30 نيسان 1959                |
| ناظم الزهاوي                | 1 أيار 1959 إلى 14 تشرين الثاني 1960          |
| عبد اللطيف الشواف           | 15 تشرين الثاني 1960 إلى 31 كانون الأول 1962  |
| أحمد عبد الباقي             | 1 كانون الثاني 1963 إلى 18 كانون الثاني 1963  |
| خير الدين حسيب              | 15 آب 1963 إلى 28 تشرين الثاني 1965           |
| صالح عبد الأمير كبة         | 29 تشرين الثاني 1965 إلى 20 كانون الثاني 1969 |
| عبد الحسن زلزلة             | 17 كانون الأول 1968 إلى 13 أيار 1973          |
| فوزي عبد الله القيسي        | 12 أيار 1973 إلى 29 كانون الأول 1975          |
| أحمد عبد الباقي             | 27 كانون الأول 1975 إلى 13 أيار 1976          |
| صلاح الدين الشيخلي          | 11 أيار 1976 إلى 1 تموز 1976                  |
| فخري قدوري                  | 1 تموز 1976 إلى 29 نيسان 1978                 |
| عز الدين محمد سليم البحراني | 3 أيار 1978 إلى 15 تموز 1979                  |
| حسن توفيق النجفي            | 16 تموز 1979 إلى 10 تشرين الأول 1984          |
| حكمت مزبان إبراهيم العزاوي  | 10 تشرين الأول 1984 إلى 23 تشرين الأول 1987   |
| صبحي ناظم فرنكول            | 3 حزيران 1989 إلى 30 حزيران 1991              |
| طارق طالب التكمجي           | 12 كانون الأول 1991 إلى 31 أيار 1994          |
| عصام رشيد حويش              | 1 حزيران 1994 إلى 8 نيسان 2003                |
| سنان الشبيبي                | 4 أيلول 2003 إلى 17 تشرين الأول 2012          |
| عبد الباسط تركي             | 17 تشرين الأول 2012 إلى 9 أيلول 2014          |
| علي محسن العلاق             | 9 أيلول 2014-الى 14 أيلول 2020                |
| مصطفى غالب مخيف             | 14 أيلول 2020 - 23 كانون الثاني 2023          |
| علي محسن العلاق             | 23 كانون الثاني 2023 - حتى الآن               |

## مزاد العملة
يقوم البنك المركزي العراقي بمزاد لبيع الدولار للبنوك ومكاتب الصيرفة بسعر اقل من السوق منذ عام 2013 وحتى الآن.
| التاريخ                                | مبيعات الدولار       | سعر البيع            | هامش  |
| -------------------------------------- | -------------------- | -------------------- | ----- |
| من تاريخ 2017/1/2 لغاية تاريخ 2017/4/9 | 11,855,676,122 دولار | 1190 دينار لكل دولار | [ 7 ] |
| من تاريخ 2016/1/2 لغاية تاريخ 2016/4/9 | 8,382,783,473 دولار  | 1190 دينار لكل دولار | [ 7 ] |

| التاريخ     | بيع للخارج (حوالات، إعتمادات) | بيع نقدي          | اجمالي المبيعات     | م.     |
| ----------- | ----------------------------- | ----------------- | ------------------- | ------ |
| يناير 2020  | 4,415,301,996 دولار           | 488,870,000 دولار | 4,904,171,996 دولار | [ 8 ]  |
| فبراير 2020 | 4,362,253,796 دولار           | 514,290,000 دولار | 4,854,593,796 دولار | [ 9 ]  |
| مارس 2020   | 3,601,980,215 دولار           | 305,810,000 دولار | 3,907,790,215 دولار | [ 10 ] |

## وصلات خارجية
- الموقع الرسمي للبنك المركزي العراقي